# Campephilus imperialis
El carpintero imperial o picamaderos imperial (Campephilus imperialis) es una especie de ave perteneciente a la familia Picidae. Fue el carpintero más grande del mundo midiendo 50-60 cm y de ala 29-31 cm, con un peso posible de 700 g. Posee o poseía cresta grande y puntiaguda. En el macho, lados, parte inferior de la cresta y nuca son rojos con base de las plumas blanca. Resto de la cabeza, cuello y partes superiores son negros. Una línea angosta y blanca baja a los lados del manto. La hembra es semejante al macho pero sin rojo en la cabeza, cresta más larga y punta fuertemente decurvada hacia arriba y hacia adelante. La especie es endémica de México. Sobre su distribución actual no hay registros confirmados desde que fue visto en Durango en 1956-57, posiblemente está extinto. Algunos individuos pudieran sobrevivir en Chihuahua y Durango. De acuerdo a informantes y huellas de forrajeo encontradas en 1994-1995, el último registro puede ser de abril o mayo en Durango. Su hábitat preferido fue el bosque de pino y pino-encino con árboles grandes de 15-20 m en las ramas más bajas, con muchos árboles muertos en pie entremezclados y a menudo interrumpidos por pastizales. Prefería asimismo zonas templadas y subtropicales. Registrado principalmente arriba de los 1900 m s. n. m. La NOM-059-SEMARNAT-2010  considera a la especie probablemente extinta en el medio silvestre; la UICN2019-1 como en peligro crítico. Originalmente también se le encontraba en el sur de Estados Unidos. La cacería indiscriminada durante décadas (por gusto, alimento o supuestos poderes medicinales) fue la principal causa de su exterminio, pero los factores para su eliminación fueron varios, inicialmente, la presión por cacería y posteriormente, pero con mayores consecuencias, la destrucción del hábitat y su modificación. Su pariente más cercano sería el picamadero picomarfil.

## Descripción fisiológica
La altura de este carpintero imperial oscila entre los 51 y los 56 cm, aunque se hallaron ejemplares de hasta 60 cm. Esto lo convierte en el pájaro carpintero más grande del mundo. Los juveniles tienen colores opacos y pardos; ya en la edad adulta, su apariencia es bastante llamativa: machos y hembras portan un penacho en la cabeza, que en el macho era rojo y echado hacia atrás y en las hembras es blanco y hacia delante. El macho también tiene manchas rojas en el pecho, y vetas blancas en los costados. Ambos sexos tienen el torso y lomo negros y el pico blanco. Su cola tiene plumas rectas y cortas. Su alimentación estaba basada principalmente en gusanos y larvas, los cuales podía encontrar bajo la corteza de árboles o en los suelos en todo el año. La anterior descripción recuerda la caracterización más popular que se hizo de esta llamativa especie: el "Pájaro Loco", serie animada de la televisión norteamericana; popularidad que no obstante, no contribuyó a salvar ésta hermosa ave.

## Estado de conservación
El pájaro carpintero imperial está oficialmente catalogado como  crítico por la UICN y BirdLife International. Históricamente, no era una especie rara dentro de un hábitat adecuado, pero la población total probablemente nunca contaba con más de ocho mil individuos (Lammertink et al. 1996). Se supone que cualquier población restante es pequeña (con menos de cincuenta individuos maduros) en función de la falta de registros confirmados desde 1956; los análisis de los hábitats restantes indican que no quedan extensiones lo suficientemente grandes para soportar la especie. Su último avistamiento confirmado fue en Durango en 1956, y es muy probable que la especie se haya extinguido en la actualidad. Si se hubieran extinguido, se habría debido a la deconstrucción y fragmentación del hábitat combinadas con la caza. Estos factores son la razón por la cual la especie no se ha visto en más de sesenta años, aunque ha habido informes locales de avistamientos. Los investigadores creen que su declive también fue acelerado por las campañas de erradicación activa realizadas por los intereses de la tala, por la caza excesiva, para su uso en la medicina popular, y porque los pollos eran considerados un manjar por los tarahumaras. Ha sido cazado con fines deportivos, alimenticios y con fines medicinales durante un largo período de tiempo.
Paulatinamente sus fronteras se fueron reduciendo. En un comienzo se lo encontraba aún en Estados Unidos, y en México, en una vasta zona comprendida por el desierto de Sonora, Zacatecas, Michoacán, Chihuahua y la Sierra Occidental de Durango, lugar que representó su último refugio.
Se estima que este pájaro necesitaba a lo menos veintiséis kilómetros cuadrados de bosques para poder subsistir, pues en cada árbol buscaba su comida, y como su alimentación consistía básicamente en larvas e insectos, estos los encontraba en gran medida en árboles muertos, los que fueron los primeros en ser talados por el hombre.
Los últimos reportes confirmados de su existencia datan de 1957, en Durango. A partir de ahí, en ocho oportunidades se ha señalado por diversos testigos, que se lo habría divisado en la misma zona, la última vez, fue en 1994, lo que motivó una expedición conjunta de BirdLife Internacional y CIPAMEX, dirigida por el Dr. Martjan Lammertink, la cual duró once meses y abarcó los estados de Jalisco, Zacatecas, Durango, Sonora, Sinaloa y Chihuahua, con la esperanza de encontrar algún ejemplar de este magnífico pájaro. No obtuvieron resultados, por lo que el único lugar en que se puede contemplar a esta especie en la actualidad, es en los museos, como el célebre ejemplar macho embalsamado del Museo de Historia Natural de Viena.
Lo cierto es que fue cazado como alimento, y como souvenir, para luego embalsamarlo, pero la gran causa de su desaparición fue la tala de sus bosques, lo que de paso, debe despertar otra alerta en cuanto a la forma inconsciente en que el hombre modifica drásticamente el medio ambiente, solo por intereses comerciales. Actualmente hay gente que dice haberlos visto pero esto no ha sido comprobado aún por la UICN.